# Gisela Krohn
Pour les articles homonymes, voir Krohn.
Gisela Krohn (née le 17 octobre 1966 à Cologne) est une artiste peintre allemande. Elle vit et travaille au Lac de Starnberg à Tutzing ainsi qu'à Berlin.

## Biographie
De 1982 à 1984, elle fréquente l'école technique de design de Cologne, puis devient assistante à la scénographie au Theater im Bauturm avec Andrew Hippe Davis et effectue un stage en sérigraphie à la Galerie Engels. En 1987, elle s'installe à Berlin. Après plusieurs postes d'assistante au théâtre, notamment au Hebbel Theater et au Theater am Ufer (Berlin), elle suit une formation de peintre de théâtre de 1991 à 1995 au Deutsche Oper Berlin. Son travail au théâtre a eu une influence durable sur sa carrière artistique ultérieure, notamment dans le traitement des grands formats et des différentes techniques de peinture. Immédiatement après, elle étudie la peinture à la Kunsthochschule de Berlin-Weißensee de 1995 à 2001, d'abord avec Werner Liebmann puis avec Hanns Schimansky. En 2000, elle étudie à l'École des beaux-arts de Bordeaux. C'est là qu'elle crée sa série grand format sur les avenues, l'un des motifs récurrents de son travail. L'exposition Dans le jardin de mon ami a été réalisée en collaboration avec l'Institut Goethe et l'École des beaux-arts. En 2001, elle obtient son diplôme de la Kunsthochschule de Berlin-Weißensee.

## Œuvre
Les motifs centraux de Krohn sont des forêts, des avenues et des paysages à grande échelle qui oscillent entre abstraction et naturalisme. Le travail de Krohn se concentre sur la capture artistique de la nature. « Dans ses œuvres, Krohn ne cherche pas à représenter la nature telle qu'elle est perçue par les sens. La nature que Krohn capture dans ses tableaux est plutôt une nature essentiellement spirituelle dans laquelle dominent des principes idéaux tels que la forme et la configuration. » Son travail se caractérise par une interaction complexe entre ombre et lumière. La technique de peinture est l'huile sur toile ou l'encre, et l'aquarelle sur papier. Krohn a voyagé plusieurs fois aux chutes Victoria en Afrique. En 2012, elle a exposé ses œuvres sur les cascades au DSV-Kunstkontor de l'association allemande des caisses d'épargne de Stuttgart. Krohn a également travaillé sur divers longs métrages et en tant que peintre de théâtre, entre autres pour Leonce et Lena de Robert Wilson au Berliner Ensemble, et en tant que peintre de décors pour le film Rembrandt, réalisé par Charles Matton.

## ProjetWald.Wolf.Wildnis
Krohn est commissaire du projet d'exposition Wald.Wolf.Wildnis(« Forêt, Loup, Naturalité ») depuis 2018, qu'elle a elle-même initié. Le projet s'engage à mettre en évidence « la valeur intrinsèque de la nature dans la diversité de ses aspects par des moyens artistiques ». L'objectif est de montrer que « la nature a une dimension de profondeur dans laquelle l'esprit et la nature ne s'opposent pas, mais forment ensemble un tout global ».
Le projet d'exposition s'inscrit dans un programme auquel participent des artistes mais aussi des scientifiques issus de domaines tels que la biologie, la philosophie, les sciences forestières, la littérature et les études culturelles. Outre l'interdisciplinarité, l'orientation internationale du projet revêt une importance particulière. Au centre du projet se trouve la figure du loup et un manifeste pour une cohabitation pacifique avec lui.

## Des expositions

### Expositions personnelles
- 2006 : Audi-Forum, Berlin
- 2009 : Kunstamt Berlin-Friedrichshain : Hinter dem Liebnitzsee ; galerie Wittenbrink, Munich : Rasende Stille
- 2012 : Hubertus Melsheimer Kunsthandel, Cologne : 100 Jahre Landschaft ; DSV-Kunstkontor, Stuttgart : My memories are like water, vues des chutes Victoria, Zimbabwe
- 2013 : ARD-Hauptstadtstudio, Berlin ; galerie Wittenbrink, Munich : Open secret, exposition avec catalogue
- 2014 : galerie Frey, Salzbourg, Autriche ; galerie Art Affair, Ratisbonne
- 2015 : galerie Frey, Salzbourg, Autriche : Reflections ; galerie Biesenbach, Cologne : Rutengänger im Stillen
- 2016 : galerie Villa Köppe, Berlin : Wald als emotionale Landschaft
- 2017 : Ev. Akademie, Tutzing : Blaues Land und Großstadtlärm, Présentation Nature et Art ; galerie Biesenbach, Cologne
- 2018 : Von Fraunberg Art Gallery, Düsseldorf : Das Ende der Nacht[9]
- 2019 : galerie Wittenbrink, Munich : Lichtblick, exposition du 9 mai au 29 juin 2019[6]
- 2021 : galerie Hübner & Hübner, Francfort-sur-le-Main, Allemagne : Gisela Krohn: tiefes Wasser[10]

### Expositions collectives (sélection)
- 2006 : Kunstmesse, Karlsruhe ; Hubertus Melsheimer Kunsthandel, Cologne
- 2007 : La Biennale du Prieuré, Belgien, Art Cologne ; galerie Wittenbrink, Munich : Trügerische Stille
- 2011 : XIIth International Workshop of Visual Arts and Artists, Meeting à Marianowo, Pologne ; Hubertus Melsheimer Kunsthandel, Cologne ; Art Karlsruhe
- 2014 : galerie Biesenbach, Cologne ; Haus Beda, Bitburg : Mythos Wald, une interprétation contemporaine et historique du thème de la forêt[3]
- 2015-2016 : Yongsan War Memorial Museum, Séoul, Corée, GA
- 2016 : galerie Madesta, Ratisbonne : Schauplatz Natur
- 2017 : galerie Biesenbach : ChangefiveX Nature ; galerie Westphal, Berlin : Berlin am Meer[3]
- 2018 : galerie Rother Winter, Wiesbaden : Inspiration Natur[11]
- 2020-2021 : Neue Galerie im Haus Benda, Bitburg : Wald.Wool.Wildnis, du 4 octobre 2020 au 31 janvier 2021